# Монумент на честь проголошення радянської влади в Україні
Монуме́нт на че́сть проголо́шення радя́нської вла́ди в Украї́ні — пам'ятник, який присвячений встановленню радянської влади в Україні. Був демонтований у вересні 2011 року. Повторне зведення, встановлення пам'ятника планувалося в міському районі ХТЗ, але ці плани не втілилися.

## Історія

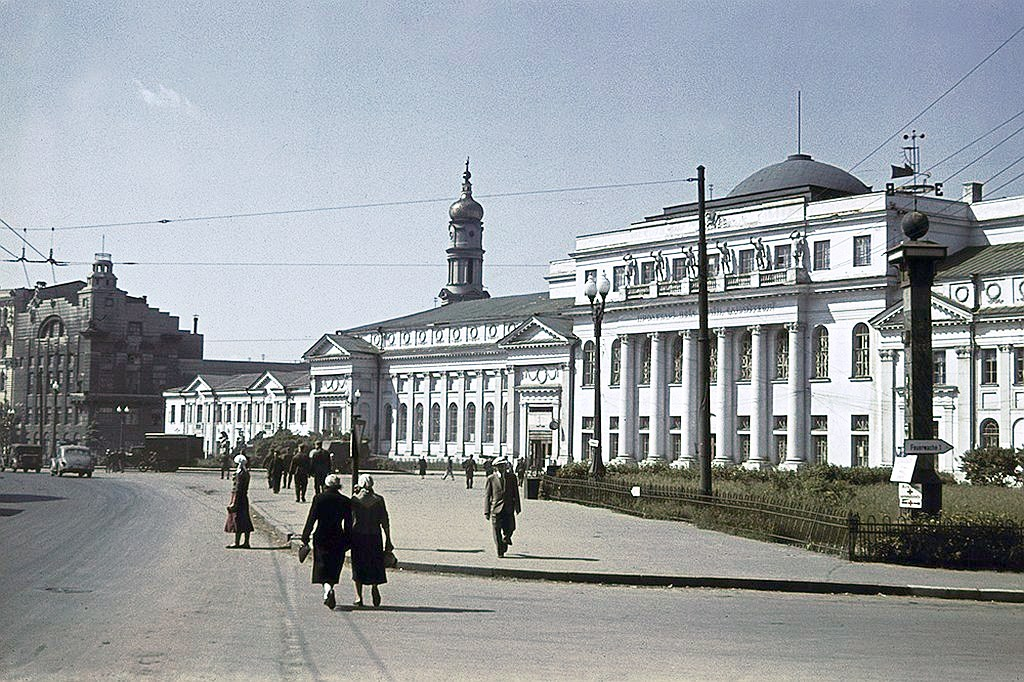
Будинок дворянських зборів та будинок уряду ВУЦВК УРСР у Харкові влітку 1942 року. На цьому місці свого часу був розташований пам'ятник

У Харкові в 11-12 (24-25) грудня 1917 року у пройшов Перший Всеукраїнський з'їзд Рад, на якому було проголошено утворення УРСР. Цей з'їзд проводився в будівлі колишнього Дворянського зібрання, зруйнованого в роки Другої світової війни. На його місці був розбитий сквер, на території якого згодом і спорудили монумент.
Заклали пам'ятник 25 грудня 1967 року. Через дев'ять років, 4 листопада 1975 року, монумент було відкрито. Його відкриття приурочили до 58-ї річниці жовтневого перевороту. На мітингу на честь відкриття пам'ятника виступив перший секретар ЦК Компартії України Володимир Щербицький: «П'ятдесят вісім років тому в незабутній грудневий день Перший всеукраїнський з'їзд рад, який відбувся у Харкові, висловлюючи волю народних мас, проголосив Україну Радянською республікою, одноголосно підтримав ленінські декрети та урочисто оголосив про непорушний союз з Радянською Росією».
З будівництвом монумента також перейменували площу Тевелєв (назва площі в 1919-1975) в площу Радянської України (назва в 1975-1998).

## Опис
Монумент висотою 18 метрів зроблений із червоного граніту. У скульптурній групі зображені стоять під червоними прапорами п'ять стилізованих делегатів з'їзду. По центру розташовується фігура робітника, над яким висічений серп і молот. По ліву руку від нього стоять жінка-трудівниця і матрос, по праву — солдат і молодий робітник. На прапорах з південного боку висічені гасла: «Влада — народам!» і «Земля — селянам!», А з північної — «Вся влада Радам!». Під пам'ятником на гранітному п'єдесталі напис: «24-25 грудня 1917 року в Харкові відбувся Перший всеукраїнський з'їзд Рад, який проголосив утворення Української Радянської Соціалістичної Республіки».

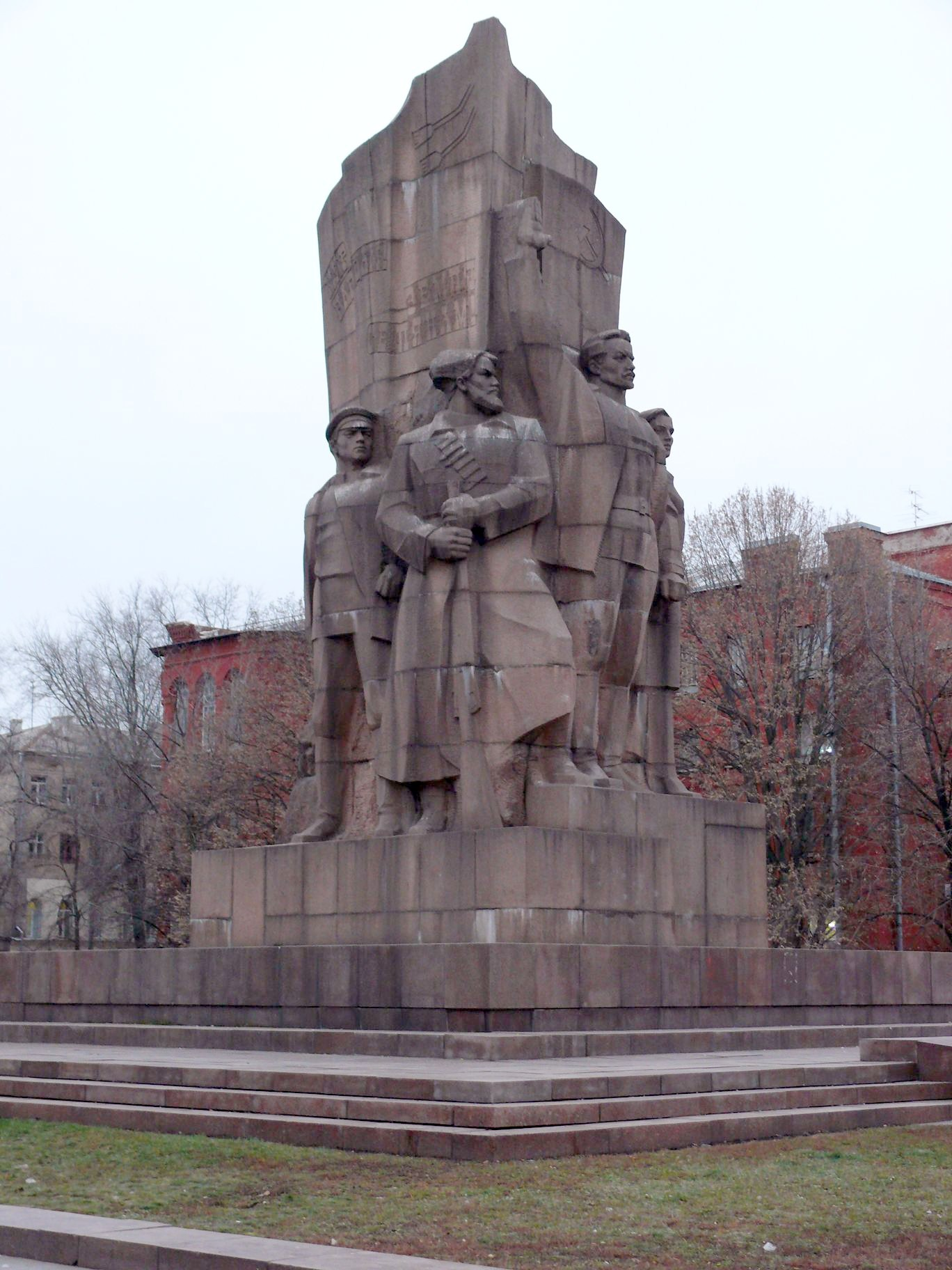
вигляд з південної сторони
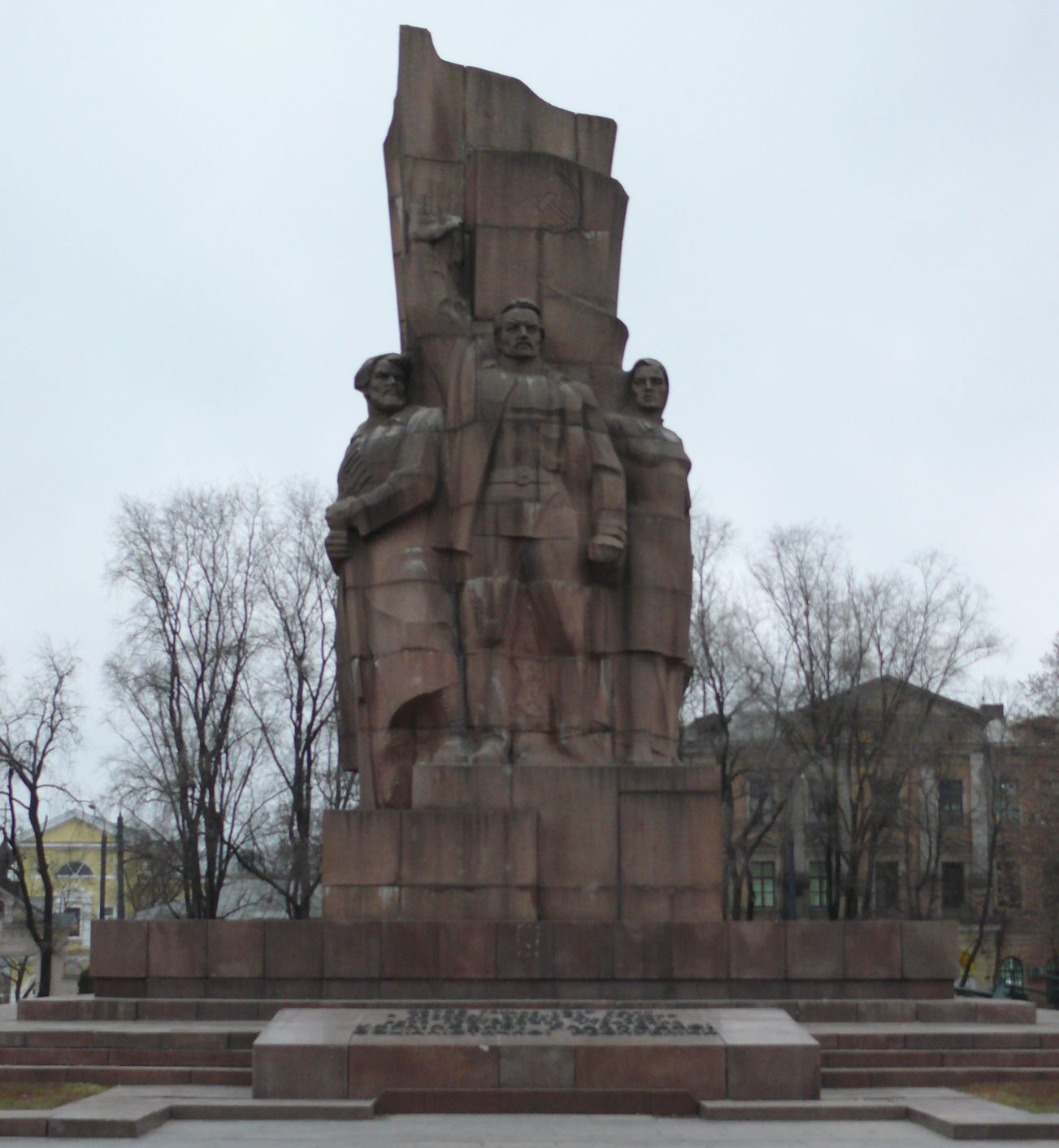
вигляд по центру
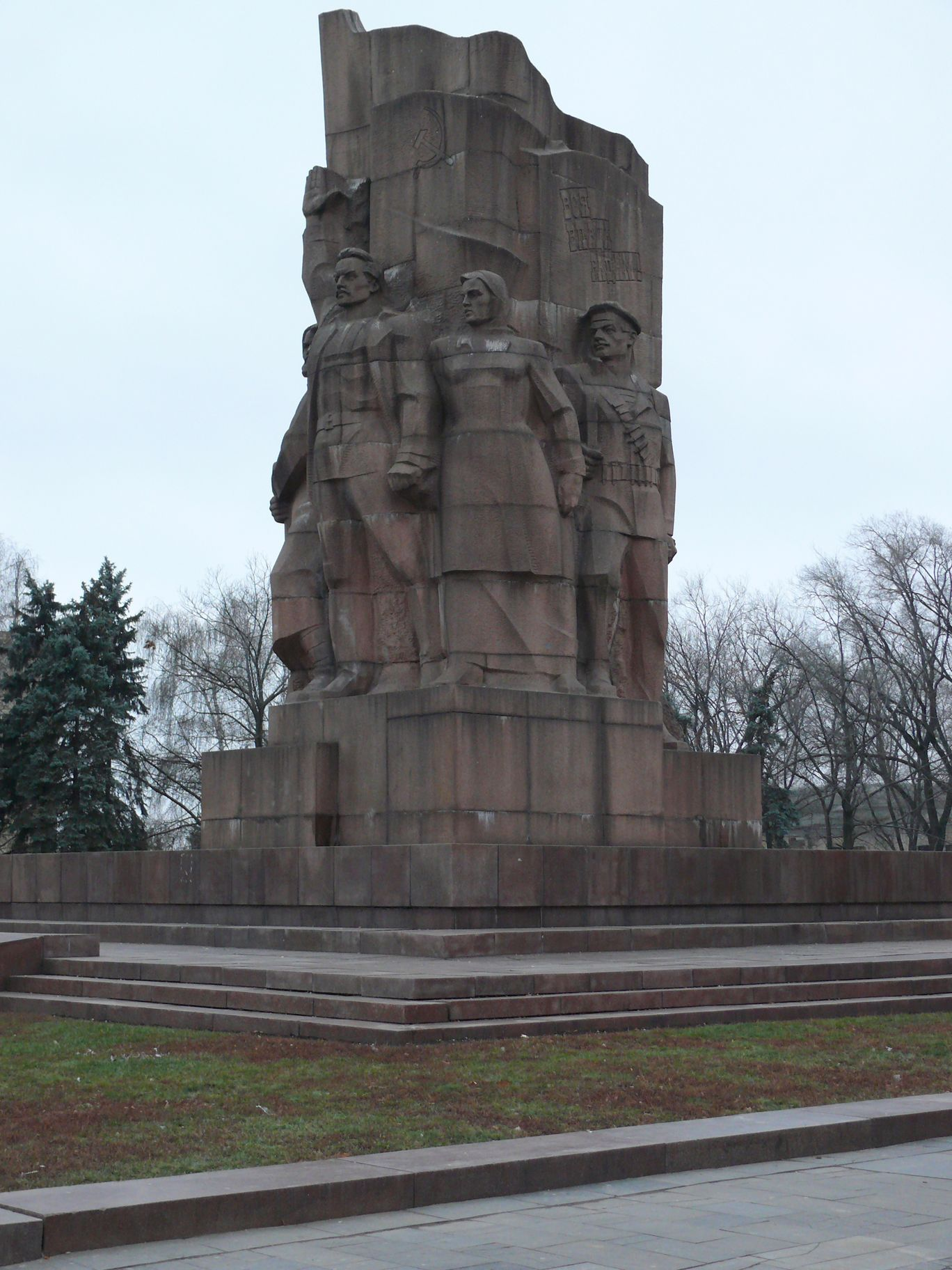
вигляд з північної сторони

## Проєкт перенесення пам'ятника

Новий монумент на честь Незалежності України в Харкові.

Пам'ятник на поштовій марці 1977 року.

Новий монумент та ліхтарі у формі листя.

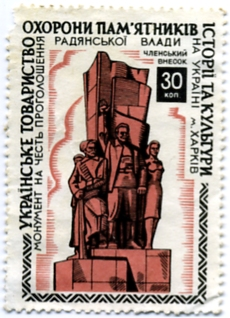
На марці Товариства охорони пам'яток, 1977 рік.

21 листопада 2007 року на сесії міської ради було прийнято рішення про перенесення пам'ятника. До цього міський голова Михайло Добкін заявляв, що в рамках реконструкції площі Конституції буде перенесений монумент на честь проголошення Радянської влади в Україні. Замість нього на площі з'явиться пам'ятник українському письменнику Івану Франку, фонтани, нова будівля мерії та торговельний центр. В той же час це рішення було досить резонансним, проти нього виступили, навіть високопосадовці. Проте тоді це рішення не було реалізовано.
Питання перенесення пам'ятника було знову піднято у 2011 році. 27 квітня головний архітектор Харкова Сергій Чечельницький повідомив, що оголошено закритий конкурс на ескіз-ідею пам'ятника Незалежності України, в рамках реконструкції площі Конституції. Реконструкція площі Конституції відбуватиметься паралельно з іншими площами міста. Теперішній монумент планується перенести в район ХТЗ. Роботи з реконструкції повинні бути закінченими до початку проведення чемпіонату Європи з футболу 2012 року.
23 травня 2011 року в приміщенні будівлі Дзержинської райдержадміністрації були проведені громадські слухання на тему: «Обговорення містобудівного обґрунтування реконструкції площі Конституції». На зборах зареєструвалися 275 чоловік. При вході до будинку пікетували кілька чоловік з прапорами КПУ. За прийняття позитивної резолюції проголосувало 163 учасника, проти — 52.
25 червня 2011 року було оголошено про результати конкурсу на новий пам'ятник. Перемогу здобув ескіз харківських скульпторів Олександра Рідного та Ганни Іванової. Їхній проект називається «Україна, що летить» з давньогрецькою богинею перемоги Нікою на кулі. Пам'ятник-переможець виготовлять з бронзи, його висота — близько 12 метрів. Друге місце посів ескізний проект (під умовною назвою «Козацький казан») авторського колективу у складі скульптора Олександра Демченка, архітекторів Віктора Лівшиця, Володимира Осипова. Третє місце посіла робота Олександра Кузьменко — куби з кулею, що символізують розпад СРСР і появу України. Усього в конкурсі взяли участь 10 проектів дев'яти команд скульпторів, у тому числі проекти двох скульпторів з Росії та США.
12 липня 2011 року розпочалися безпосередні роботи з демонтажу пам'ятника. Пам'ятник розібрали на частини і за офіційними даними перевезли на територію КП «Харківзеленбуд», де вони будуть знаходитися під охороною.
В перший числах вересня 2011 року пам'ятник було повністю демонтовано з площі Конституції. Монумент планувалося зібрати біля палацу культури ХТЗ у сквері Радянської України, але достеменне не було відомо, коли це було би зроблено, та чи було би зроблено взагалі. Наразі, у зв'язку з законом про декомунізацію, повторне встановлення пам'ятника неможливе.

## Цікаві факти
- У зв'язку зі специфічною архітектурою пам'ятника та розташованого за ним будинку історичного музею (колишній ломбард), також червоному, серед харків'ян пам'ятник дістав жартівливу назву «П'ятеро з ломбарду» або «П'ятеро несуть холодильник з ломбарду»[10]. Ця назва виникла у зв'язок з реальною кримінальною справою. У 1948 році у післявоєнні часи у Харкові проходив гучний кримінальний процес під назвою «Шестеро з ломбарду»[11]. Судили співробітників харківського міського ломбарду, які приймали у громадян речі за заниженими цінами і, у випадку неповернення, переоформляли за справжньою ціною; спеціально заплутували бухгалтерський облік, робили незаконні перезаставляння однієї і тієї самої речі, скуповували і продавали крадене та внаслідок всього цього отримали від суду максимальне покарання 17 червня 1948 року.
- Один з партійних керівників в часи встановлення пам'ятника бачив його зовсім по іншому. Він бажав, аби монумент являв собою величезний стіл, за яким сиділа президія, а поряд з піднятою рукою лідер місцевих більшовиків Артем проголошує: «Уся влада Радам!»[12].
- Незважаючи що фігур п'ять, з будь-якої точки площі можна побачити одночасно не більше чотирьох[13].